# Fordelerring
Fordelerring er et tilslutningsanlæg hvor den underordnede vej og ramperne er forbundet til en rundkørsel. En fordelerring er primært lavet hen over en motorvej eller motortrafikvej, og som fordeler vejene til og fra motorvejene eller motortrafikvejene. 
Her kan som eksempel nævnes fordelerringen ved Sundsvej i det nordlige Herning som går over Midtjyske Motorvej (primærrute 18), Landevejen ved Tuse vest for Holbæk som går over Holbækmotorvejen (primærrute 21), Køgevej ved Næstved der går over Ring Nord (primærrute 54) og Edwin Rahrs Vej ved Aarhus, der går over Herningmotorvejen. 
Danmarks største fordelerring med en diameter på 150-160 m ligger på E20 syd for Odense (Frakørsel 51 Odense S), hvor 5 veje mødes i tilslutningsanlægget med E20. 
| Trafik | Spire Denne trafikartikel er en spire som bør udbygges. Du er velkommen til at hjælpe Wikipedia ved at udvide den. |